# 克爾蒙·阿卜杜拉帕夏

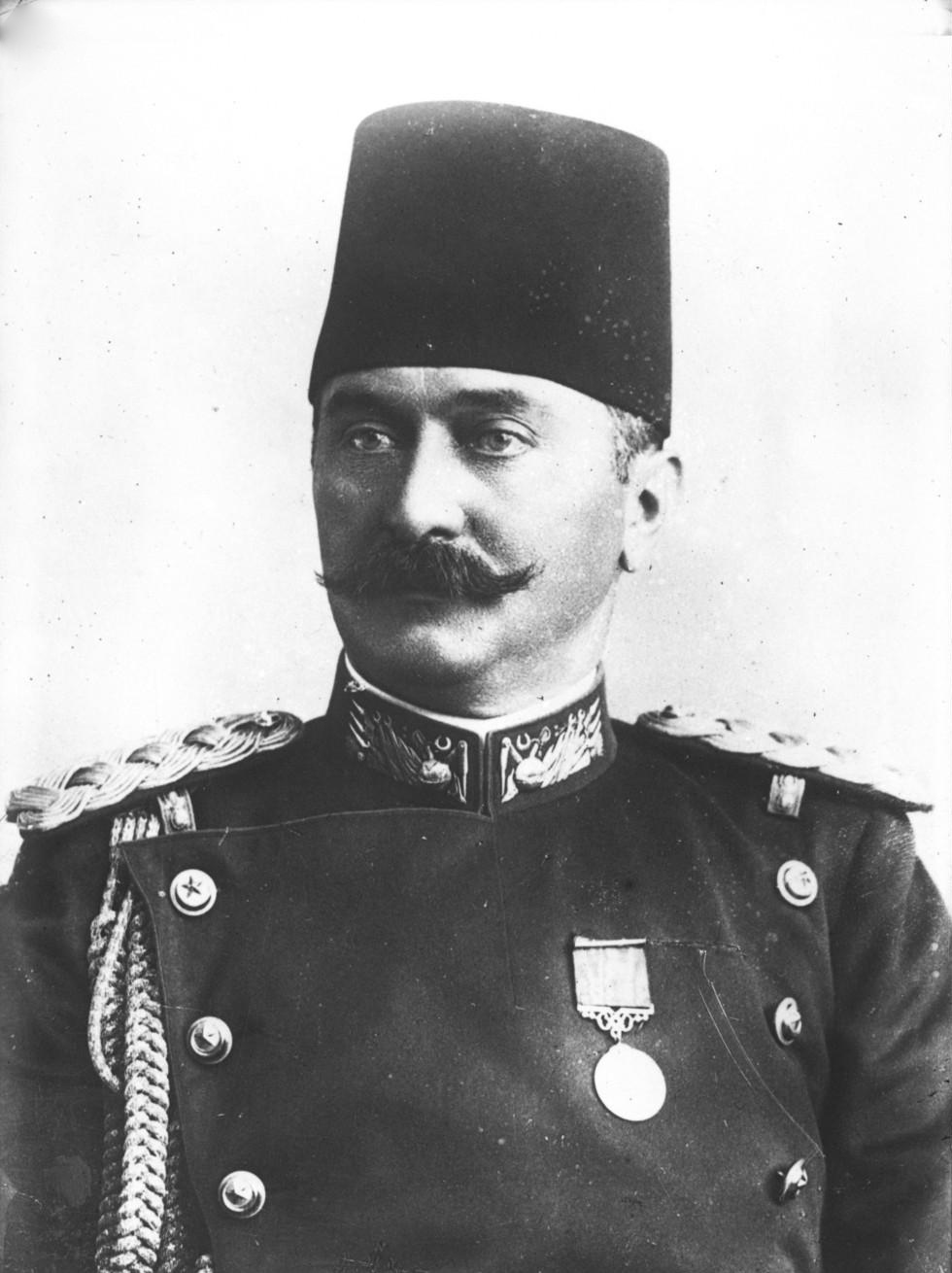
克爾蒙·阿卜杜拉帕夏

克爾蒙·阿卜杜拉帕夏（1846–1937），是第一次巴爾幹戰爭中奧斯曼帝國的將領。
值得注意的是，他是1912年的基里克·克里斯塞戰役、盧里·布爾加斯戰役和1913年阿德里安堡戰役的司令，幾次被保加利亞擊敗。
他在艾哈迈德·陶菲克帕夏出任戰爭部長，任期由1918年11月11日-12月19日。
他在1937年死於伊茲密爾。